# Hololepta sternincisa
Hololepta sternincisa är en skalbaggsart som beskrevs av Sylvain Auguste de Marseul 1886. Hololepta sternincisa ingår i släktet Hololepta och familjen stumpbaggar. Inga underarter finns listade i Catalogue of Life.